# Bastardo dentro
Bastardo dentro (Mauvais esprit) è un film del 2003 diretto da Patrick Alessandrin.
Il film è uscito nelle sale italiane il 23 settembre 2005.

## Trama
Simone, giovane quasi-architetto scapestrato (a causa di una parotite non ha potuto sostenere l'esame di ammissione alla facoltà di architettura), per guadagnarsi da vivere fa ritratti ai turisti lungo la Senna e vive in casa con la sua compagna Carmen ed il suo miglior amico Freddy, i quali sono amanti alle sue spalle da due anni.
Un giorno, mentre vaga alla ricerca di un lavoro, vede su un cartello edilizio, raffigurante il nuovo museo di Parigi, ciò che in realtà egli stesso aveva progettato in passato per l'esame di ammissione alla facoltà di Architettura: qualcuno si era appropriato del suo progetto. Simone si reca quindi dal costruttore, il sig. Porèl, titolare dell'omonima impresa di costruzioni, per lamentarsi: tuttavia viene allontanato in malo modo. Fatalità vuole che poco dopo, Porèl investa per errore Simone, uccidendolo: è l'inizio delle sue disavventure.
Simone, infatti, si reincarna proprio nel neonato figlio di Porèl, decidendo di vendicarsi del suo nemico rendendo la vita impossibile a lui e alla sua famiglia. Simone inizia esasperando i comportamenti tipici di un neonato (pianto ininterrotto, rigurgiti e capricci) dall'altro evita ogni tipo di dimostrazione di affetto verso il padre che si deprime molto. Fanno da cornice gli altri familiari: Chrystele la moglie di Porel è una donna senza senso materno, tutta presa da se stessa e dall'amante fisioterapista,  scarica spesso e volentieri il figlio al marito o alla cameriera. Poi arriva la madre di Porel, che perde più tempo a litigare con la nuora e a criticare tutto che ad occuparsi del bimbo, cosa che fa comunque con scarsi risultati. Anche la cameriera Genevieve ci mette del suo, pur accudendo il bimbo, passa un sacco di tempo al telefono e rubacchia oggetti in casa quando deve fare un regalo ai parenti.
I problemi causati dal piccolo si ripercuotono sul lavoro di Porel, che si sfoga con il suo fidato architetto di punta, Beatrice. La donna però, anche se gli è amica e lo ascolta, cerca sempre di imporre il figlio Sebastien, architetto svogliato e cocainomane nonché gran cocco di mamma, nell'azienda. La donna lo tratta con freddezza e autorità, ma Sebastien non sembra impegnarsi affatto nel lavoro che ha ottenuto proprio grazie al progetto del museo di Parigi che Simone affermava essere suo.
Simone capisce che Porel morirebbe di dolore se gli succedesse qualcosa allora inventa sempre nuovi modi per suicidarsi, tutti sventati in maniera rocambolesca dal padre o da Genevieve, la quale nel farlo si ferisce più volte fino a dare le dimissioni. Il padre, non potendone più, si affida ad uno psicologo confessandogli che ritiene che il bimbo voglia uccidersi, ma Simone si comporta bene in presenza dell'analista così da farlo impazzire ulteriormente. Carmen intanto è stanca della vita che conduce con Freddy, il cui unico pensiero è di trovare trucchetti per procurarsi soldi facili e di diventare un grande affarista, fiducioso nello "schema a piramide", rubando del cibo nei negozi o facendosi praticare del sesso orale da un'anziana donna in cambio di denaro. Carmen, dopo aver scoperto di essere incinta, ne parla a Freddy e, facendo un calcolo dei giorni, scopre che il figlio potrebbe anche essere di Simone, così Freddy ha un'idea e la convince a recarsi da Porel per ottenere un risarcimento, per sé e il figlio che aspetta. Porel, pur non avendo alcuna ragione di aiutarla visto che non vi è alcuna prova concreta che lei sia incinta di Simone né che fosse la sua compagna, si dimostra incredibilmente generoso con la donna dandole un'enorme somma di denaro. Porel, infatti, ha iniziato a sopportare sempre meno la propria vita e ha deciso di aiutare Carmen così che almeno una persona possa guardarlo in modo positivo. La ragazza mente al compagno dicendo che Porel non ha voluto darle niente e si appresta a fare le valigie per rifarsi una vita da sola.
Durante la presentazione dei nuovi progetti di Sebastien, il ragazzo, visibilmente alterato, confessa che i nuovi progetti li ha realizzati un collega della madre, visto che i suoi erano pessimi, e che quelli del museo in costruzione li ha rubati tempo prima ad un suo compagno di corso, Simone, per non deludere sua madre, la quale non era a conoscenza dell'imbroglio del figlio. Sebastien, subito dopo aver assunto della cocaina davanti ai due, si sfoga con rabbia verso la madre dicendo che non gli ha mai mostrato un briciolo d'affetto sin da piccolo, di odiarla per questo e se ne va insultandola.
Intanto dai Porel, dopo l'ennesima marachella, la coppia assume una bambinaia, che però paradossalmente fa quasi morire per disattenzione il piccolo . A salvarlo, senza volerlo, è Freddy, che ha deciso di rapire il piccolo per chiedere il riscatto alla sua ricca famiglia. Tornato per poco tempo nella sua vera casa, Simone scopre che Carmen è incinta di lui, ma anche che la ragazza lo tradiva da due anni con Freddy. Carmen, spaventata dalla piega che hanno preso gli eventi, decide di andare alla polizia col bambino perché Freddy venga arrestato e il piccolo torni dai suoi genitori. Nel frattempo Porel, con uno schiaffo alla moglie che si disinteressa della possibile sorte del figlio, dimostra di non sopportare più neanche la propria coniuge.
Riconsegnato alla famiglia, Simone scopre anche la verità sui suoi progetti e che Porel non lo ha derubato ma che è stato ingannato a propria volta da Sebastien. Simone, così, smette le ostilità con Porel, ricambiando il suo affetto e chiamandolo "papà", rendendolo finalmente felice.
Nei mesi successivi vediamo che Freddy langue in carcere, oppresso dal compagno di cella che gli offre pochi spiccioli in cambio di sesso. Sebastien è finito in una struttura di recupero per disintossicarsi e la madre, resasi conto di tutto il male provocato al figlio, finalmente gli sta vicino nel suo percorso. Porel si è liberato da tempo della moglie che è andata a vivere con l'amato fisioterapista, la donna però non disdegna di tradire il nuovo fidanzato con il bell'istruttore di equitazione, ed è anche diventata molto amica dell'ex odiata suocera. Simone, invece, vive felicemente con Porel e aspetta con ansia la possibilità di imparare a parlare per poter raccontare a tutti la sua avventura.
Questa situazione di pace ha vita breve: l'anima di Simone viene presa in consegna da due angioletti e lui si reincarna nientemeno che nel figlio di Carmen, diventando figlio di se stesso, e scopre che nel frattempo Porel si è innamorato di Carmen, la quale ha avuto la conferma che il figlio che aspettava era di Simone e gli dà il suo vecchio nome. Simone è contento di riavere il "suo papà" ma ha già deciso di rendere impossibile la vita a Carmen, con i capricci di cui ha già fatto efficace esperienza.

## Edizione italiana
Il doppiaggio italiano vede la partecipazione del comico Aldo Baglio, del trio Aldo, Giovanni e Giacomo, che trasmette il suo inconfondibile accento siciliano ai personaggi di Simon Variot e del bambino. Infatti nel doppiaggio italiano il personaggio di Simon viene chiamato Simone e si dice anche sia mezzo italiano per giustificare il marcato accento del comico.

## Incassi
La pellicola ha incassato in tutto il mondo un totale di 8516629 $.
In Italia il film ha incassato solamente 433000 € rivelandosi un flop.